# Carnival Radiance
Die Carnival Radiance ist ein Kreuzfahrtschiff der US-amerikanischen Reederei Carnival Cruise Line. Sie entstand als Carnival Victory und transportiert jährlich rund 105.000 Kreuzfahrtgäste zu Zielen in der Karibik und an der Küste Mittelamerikas. Im Jahr 2021 erhielt das Schiff den neuen Namen Carnival Radiance.

## Geschichte
Das Schiff wurde im Januar 1997 bei Fincantieri bestellt. Am 19. Juli 2000 wurde das Schiff an Carnival Corporation abgeliefert und kam unter der Flagge Panamas in Fahrt. Am 18. August 2000 wurde das Schiff in New York von Mary Frank getauft.
Das Schiff sollte ab März 2020 Navantia in Cádiz umgebaut und anschließend in Carnival Radiance umbenannt werden. Im April 2020 musste die Werft jedoch wegen der COVID-19-Pandemie vorübergehend die Arbeiten einstellen. Zwischenzeitlich wurde über eine Verschrottung des äußerlich stark heruntergekommenen und verrosteten Schiffes nachgedacht, der Umbau aber letztendlich wenn auch verspätet vollzogen. Dabei erhielt das Schiff auch das neue Farbschema der Reederei und der Rumpf wurde blau gestrichen. Anlass hierfür ist das 50. Jubiläum der Reederei im Jahr 2022. Zudem wurde das Schiff mit einem Ducktail ausgestattet. Im September 2021 wurde das Schiff auf der Werft in Carnival Radiance umbenannt. Die Taufzeremonie wurde am 12. Dezember 2021 in Long Beach durchgeführt.

## Schwesterschiffe
Die Carnival Radiance gehört zur Triumph- bzw. Destiny-Klasse und hat vier Schwesterschiffe. Hierzu gehören neben den ebenfalls von Carnival Cruise Line eingesetzten Schiffen Carnival Sunshine und Carnival Sunrise auch die von Costa Crociere betriebenen Schiffe Costa Fortuna und Costa Magica.